# Danh sách hệ điều hành Apple
Sau đây là danh sách các hệ điều hành được phát hành bởi Apple.

## Máy tính Apple
- Apple IIe
  - Apple DOS
  - Apple ProDOS
- Apple III
  - Sophisticated OS
- Apple Lisa

## Macintosh
- Mac OS
- macOS

## iOS
- iPhone OS 1
- iPhone OS 2
- iPhone OS 3
- iOS 4
- iOS 5
- iOS 6
- iOS 7
- iOS 8
- iOS 9
- iOS 10
- iOS 11
- iOS 12
- iOS 13
- iOS 14
- iOS 15
- iOS 16